# Życie między budynkami
Życie między budynkami. Użytkowanie przestrzeni publicznych (tytuł oryg. Life Between Buildings: Using Public Space) - książka duńskiego urbanisty Jana Gehla z 1971. Posiadała wiele późniejszych, uzupełnianych tłumaczeń na inne języki. Wersję polskojęzyczną (przetłumaczoną z VI. wydania angielskiego) wydało Wydawnictwo RAM w 2009. Tłumaczką była Marta A. Urbańska. Autor zawarł w tej wersji specjalną przedmowę dla polskiego czytelnika. 
Problematyką pracy jest przyjazne aranżowanie przestrzeni publicznych w miastach, zgodne z potrzebami jednostek ludzkich i w sposób umożliwiający powstawanie licznych i pożądanych zachowań społecznych. Opisywane są skomplikowane relacje na osi człowiek-miasto, a także udzielane porady na temat sposobów odpowiedzialnego kształtowania przestrzeni wspólnych, prywatnych i przejściowych (półprywatnych i półpublicznych).